# Fenny Bentley
Fenny Bentley est une paroisse civile et un village du Derbyshire, en Angleterre.